# 咯摊
咯摊， 是中餐的一种。以猪骨汤作底，加入猪肉或牛肉、猪肠、猪血、蔬菜、蛋肠等食材，煮熟后捞出。配以米饭等主食的火锅。发源于中国泉州市永春县，并在该县及临近地区流行。

## 历史
- 咯摊的起源，可追溯至300年前的永春县五里街镇。彼时五里街为闽南地区重要的水陆中转港口，在此进行货物贸易、搬运的从业者众多。因而形成起因与毛血旺类似，搬运工需要一种能够补充体力，但又要方便快捷的饮食方式，咯摊便由此诞生。
- “咯摊”二字的咯源于锅内汤水煮开时“咯咯”的声音，而摊字则源于经营此类火锅的店家，古时候大多以街边摊位为主。在闽南语中，咯摊读作“ko tua”。[1]
- 近20年来，随着生活水平的提高，咯摊的食材发生变化。除猪肉外，牛肉也成为咯摊里常见的食材。使用的热源，亦从传统的蜂窝煤、液化石油气等化石燃料，转变为使用电能的电磁炉。[2]

## 食用方式
- 咯摊与其它火锅的不同之处，在于其操作方式。咯摊无需食客自行捞食，而是由老板、店员等店内职工放入与捞出食材。食物的口感直接受店家的操作影响，因此各家咯摊店之间的口感差异也比较大。[3]
- 在放入食材前，食客先将酱醋放入准备好的小蝶中，并按各自喜好将切好的葱放入汤碗。待骨汤烧开时，店员首先放入的是瘦肉、五花肉等肉类食材。煮熟前，店员会同时分发米饭。
- 煮熟后，再由店员用漏勺捞出，均等地放在1-4个瓷盘中。此时食客方可食用煮熟的肉类。若有需要，才会叫店员再放入蒜苗、白菜等叶类蔬菜。[4]
- 咯摊店也提供小炒等佐餐，食客有需要可向店员点单，时间在煮熟前后皆可。
- 大多数情况下，食客若需加饭，需自行寻找电饭锅打开加饭。部分咯摊店在非繁忙时段，亦会由店员代为盛饭。

## 分布
- 咯摊的分布，以发源地五里街镇为中心的城关区域最为密集，其次是蓬壶镇等人口较多的乡镇。其它乡镇亦有分布1家及以上
- 在大泉州范围内，以永春人较多的泉州市区、德化县较为集中。其余各县则较为少见，大泉州以外的区域则罕有此类店铺。